# Brevilabus oryx
Brevilabus oryx är en spindelart som först beskrevs av Simon 1886.  Brevilabus oryx ingår i släktet Brevilabus och familjen vargspindlar. Inga underarter finns listade.